# Изола-Белла (Лаго-Маджоре)
Изола-Белла (итал. Isola Bella — «красивый остров») — один из Борромейских островов на итальянском озере Лаго-Маджоре, в 400 метрах к северу от Стрезы. Имеет форму корабля и размеры 320 на 400 метров. Почти всю территорию занимает дворец Борромео в стиле барокко и прилегающий к нему парк. С XV века остров находится в частной собственности семейства Борромео.

## История
До начала XVII века на скалистом острове стояли рыбацкая деревушка и две церкви. В 1632 году маркиз Карл III Борромей приступил к строительству на острове роскошной загородной резиденции. Это был подарок для его жены Изабеллы, или Беллы (отсюда название). Поначалу строительством заведовал Анджело Кривелли, а заканчивал строительные работы Карло Фонтана.
В течение XVIII века уединённая резиденция и театр при ней манили на остров аристократов со всей Европы. Здесь гостили английские лорды, Наполеон и Жозефина, историк Эдуард Гиббон. Рассказывают, что Каролина Великобританская была настолько очарована дворцом, что просила его владельца Джиберто Борромея продать ей остров и, только получив отказ, приняла решение обосноваться на вилле д'Эсте в Черноббио.

## Дворец
Дворец Борромео был построен архитекторами Франческо Кастелли, Филиппо Каньоло и Карло Фонтана в стиле раннего барокко. Залы украшены картинами, скульптурами, старинной мебелью. Среди прочих помещений открыты для посещения зал Наполеона, зал гобеленов, зал Луки Джордано, где представлены картины Джордано и Бернардино Луини. 
Часть интерьеров оформлена в стиле барокко, другая часть — в стиле классицизма. Во дворце выставлена небольшая часть всемирно известной коллекции кукол и марионеток (основная часть — во дворце на соседнем острове Мадре). В нижнем ярусе дворца расположены 6 гротов, украшенных ракушками. 
Во дворце ежегодно проходит фестиваль классической музыки. В апреле 1935 года здесь прошла встреча лидеров Италии, Франции и Великобритании, имевшая важные международные последствия (см. Стрезская конференция).

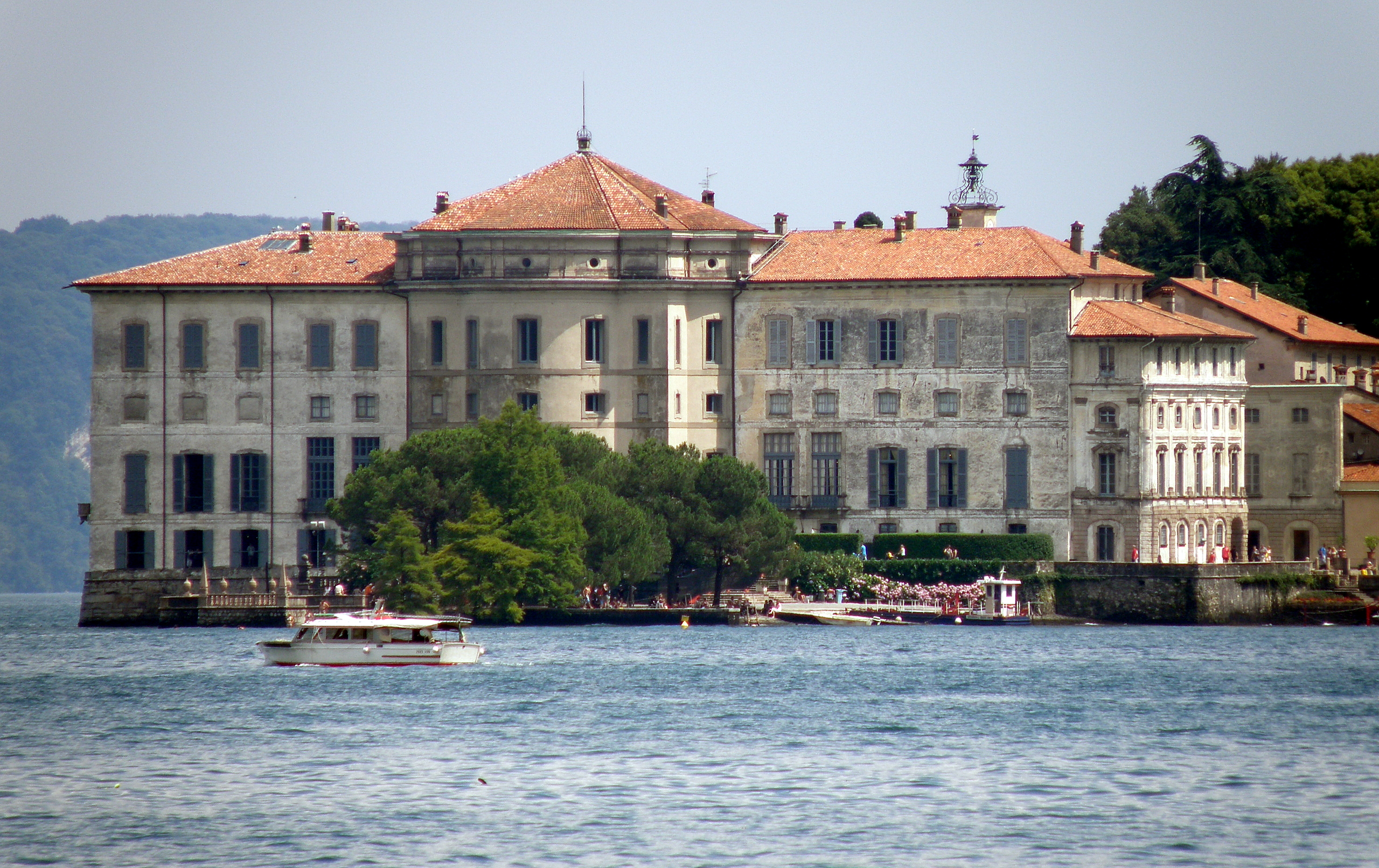
Общий вид
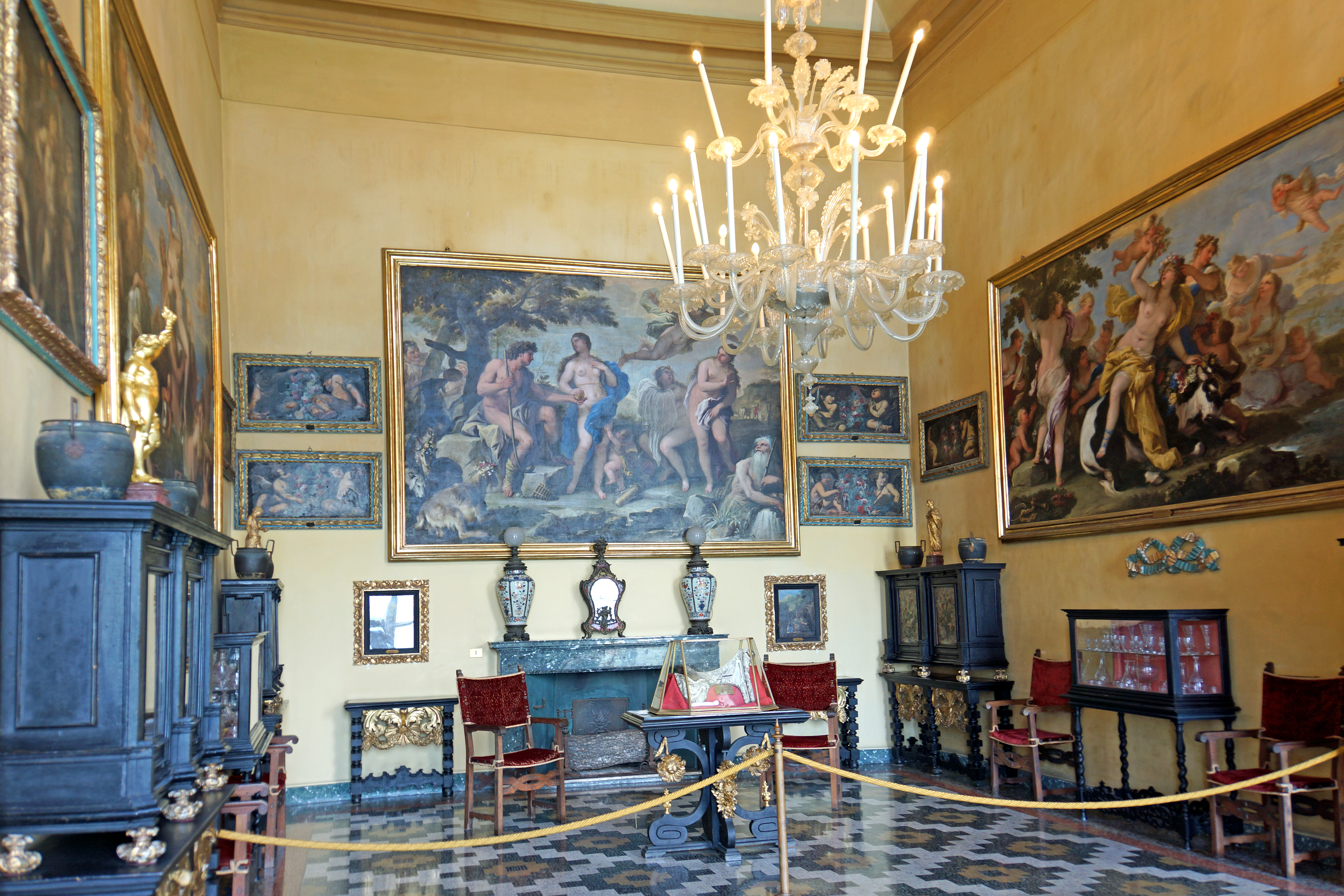
Один из залов
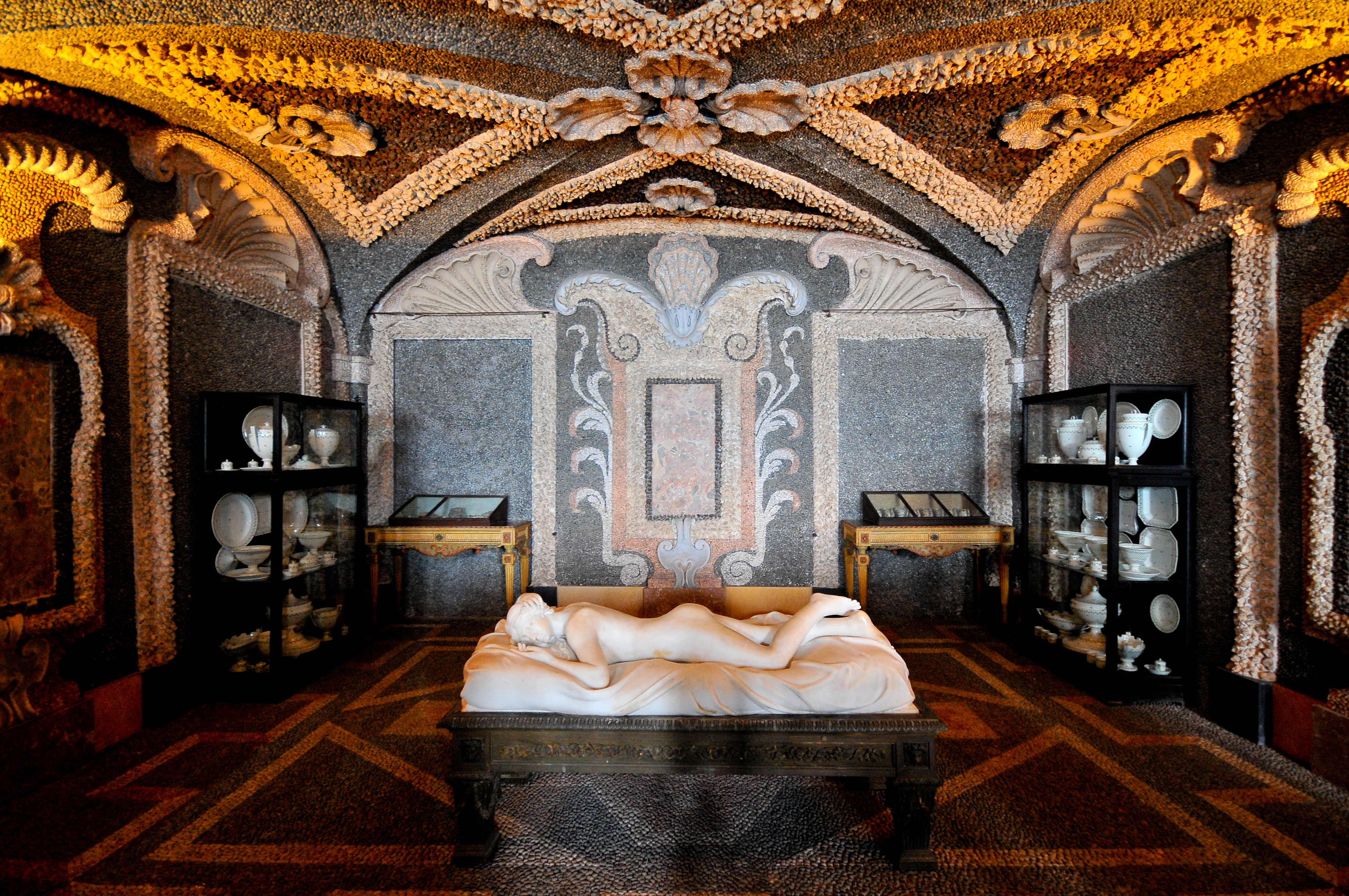
Грот

## Сад
Помимо дворца, остров примечателен террасным итальянским садом в стиле барокко, который был разбит по заказу Карла IV (1657-1734). Эта небольшая платформа с 10 террасами, украшенная нишами, фонтанами, статуями нимф, формирует уникальный Висячий сад. В саду растут экзотические растения. На вершине платформы, на высоте 34 метра, возвышается единорог — символ семьи Борромео.

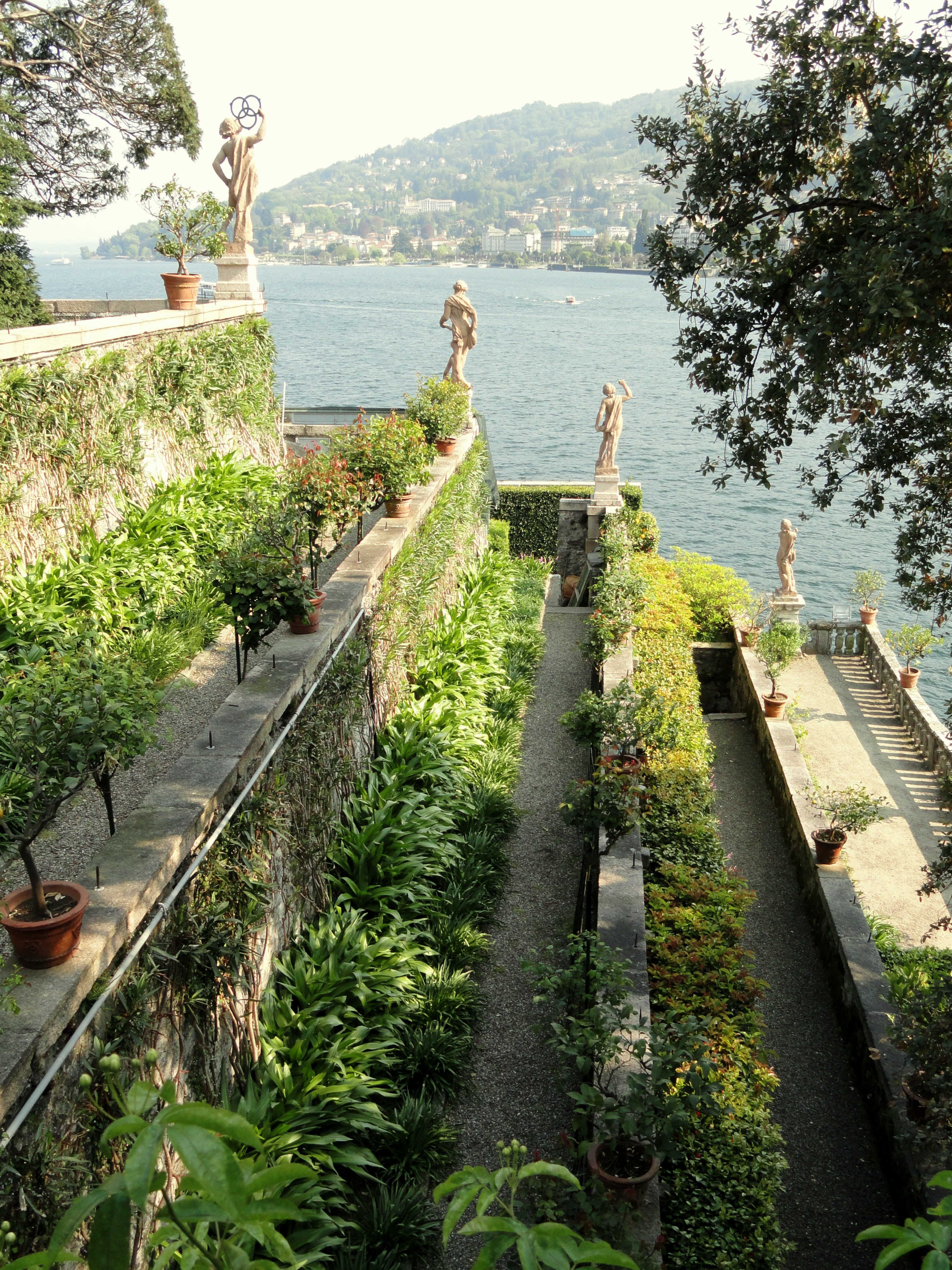
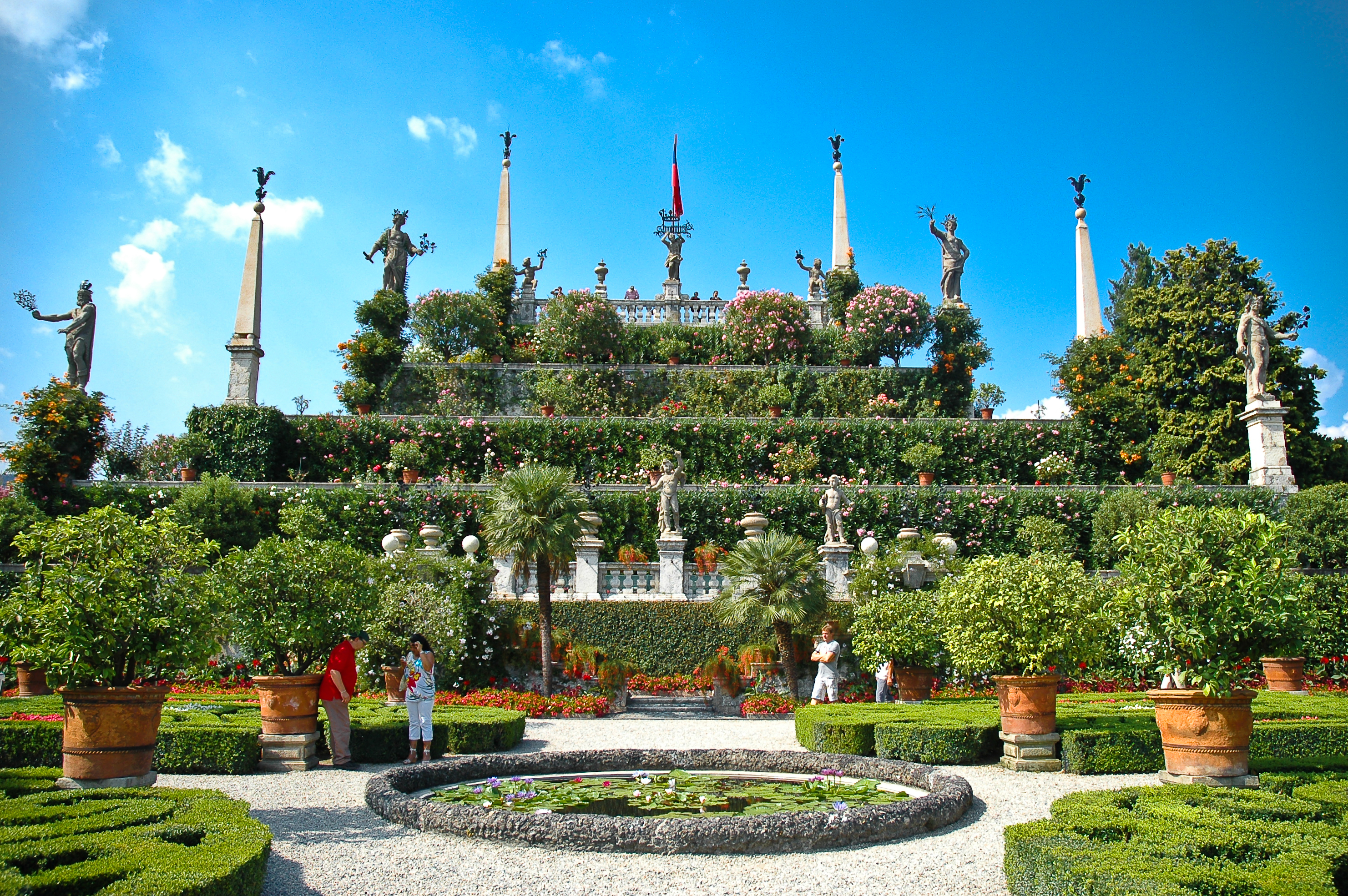
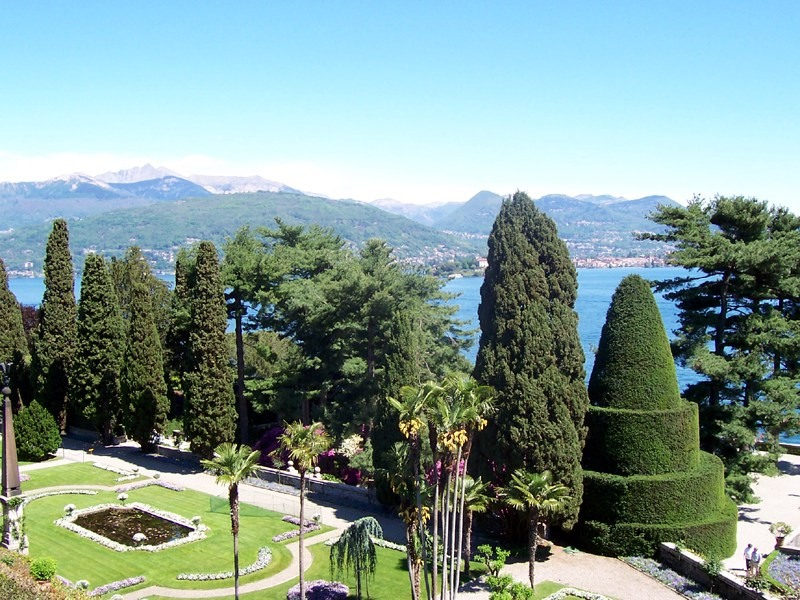